# Margrete Auken

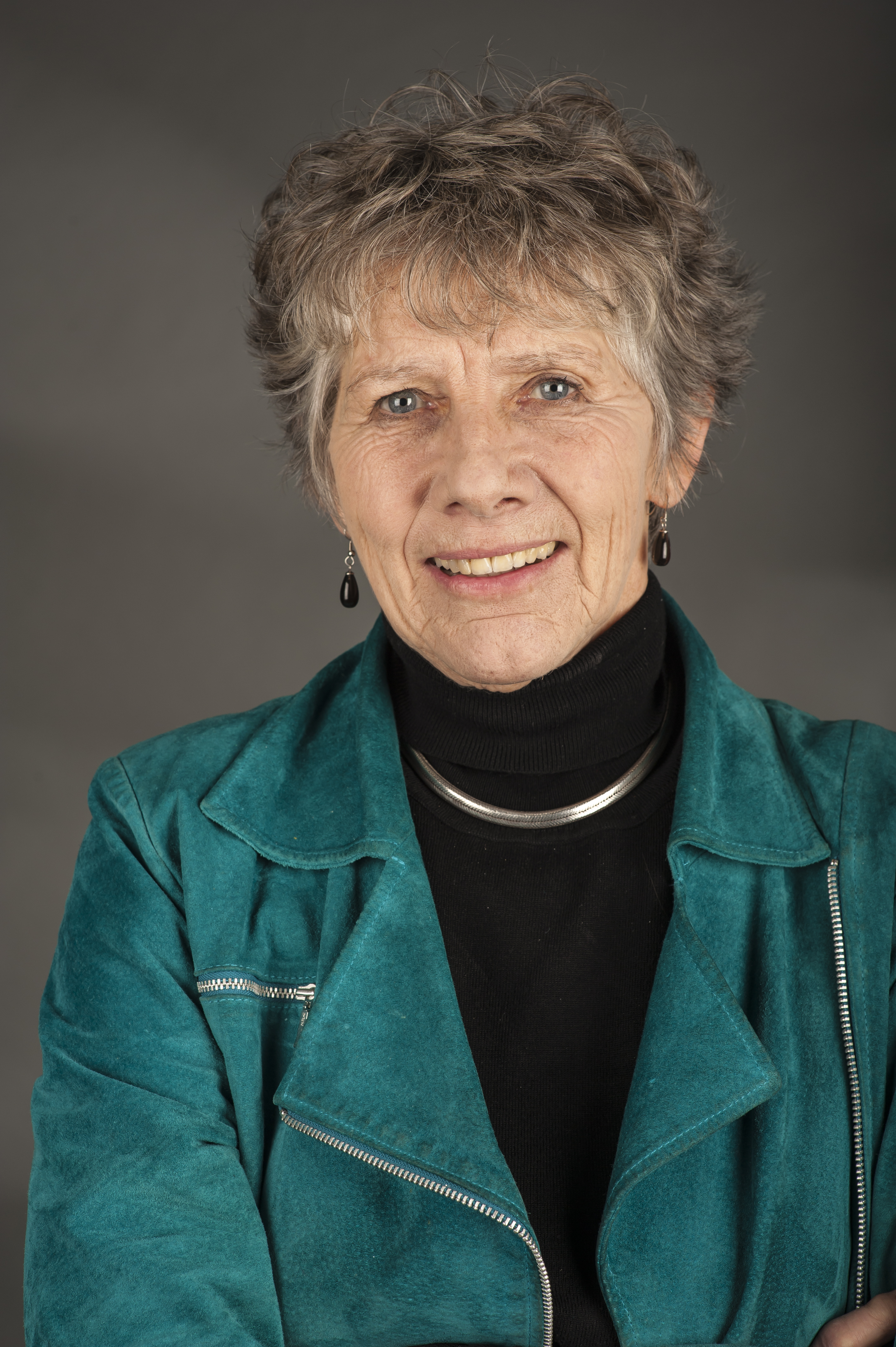
Margrete Auken en 2014.

Margrete Auken (nacida el 6 de enero de 1945, en Århus) es una política danesa, miembro del Partido Socialista Popular (Socialistisk Folkeparti, SF). Auken recibió educación sacerdotal en la Universidad de Copenhague y ha sido parlamentaria en el Parlamento de Dinamarca desde octubre de 1979 hasta diciembre de 1990, y desde septiembre de 1994 hasta junio de 2004.
En el año 2004 fue la única candidata del SF elegida para formar parte del Parlamento Europeo, uniéndose a Los Verdes / Alianza Libre Europea, en lugar de a Izquierda Unitaria Europea - Izquierda Verde Nórdica, como estaba previsto, sin la aprobación del SF.